# Liste chronologique de tueurs en série français
 (février 2022).
La mise en forme du texte ne suit pas les recommandations de Wikipédia : il faut le « wikifier ».
Les points d'amélioration suivants sont les cas les plus fréquents. Le détail des points à revoir est peut-être précisé sur la page de discussion.
- Les titres sont pré-formatés par le logiciel. Ils ne sont ni en capitales, ni en gras.
- Le texte ne doit pas être écrit en capitales (les noms de famille non plus), ni en gras, ni en italique, ni en « petit »…
- Le gras n'est utilisé que pour surligner le titre de l'article dans l'introduction, une seule fois.
- L'italique est rarement utilisé : mots en langue étrangère, titres d'œuvres, noms de bateaux, etc.
- Les citations ne sont pas en italique mais en corps de texte normal. Elles sont entourées par des guillemets français : « et ».
- Les listes à puces sont à éviter, des paragraphes rédigés étant largement préférés. Les tableaux sont à réserver à la présentation de données structurées (résultats, etc.).
- Les appels de note de bas de page (petits chiffres en exposant, introduits par l'outil «  Source ») sont à placer entre la fin de phrase et le point final[comme ça].
- Les liens internes (vers d'autres articles de Wikipédia) sont à choisir avec parcimonie. Créez des liens vers des articles approfondissant le sujet. Les termes génériques sans rapport avec le sujet sont à éviter, ainsi que les répétitions de liens vers un même terme.
- Les liens externes sont à placer uniquement dans une section « Liens externes », à la fin de l'article. Ces liens sont à choisir avec parcimonie suivant les règles définies. Si un lien sert de source à l'article, son insertion dans le texte est à faire par les notes de bas de page.
- La présentation des références doit suivre les conventions bibliographiques. Il est recommandé d'utiliser les modèles {{Ouvrage}}, {{Chapitre}}, {{Article}}, {{Lien web}} et/ou {{Bibliographie}}. Le mode d'édition visuel peut mettre en forme automatiquement les références.
- Insérer une infobox (cadre d'informations à droite) n'est pas obligatoire pour parachever la mise en page.

Pour une aide détaillée, merci de consulter Aide:Wikification.
Si vous pensez que ces points ont été résolus, vous pouvez retirer ce bandeau et améliorer la mise en forme d'un autre article.
Cette liste présente des tueurs en série français, c'est-à-dire des meurtriers récidivistes de nationalité française ayant commis au moins trois meurtres. Ils sont classés par ordre chronologique. Cette liste n'est évidement pas exhaustive.

## Avant 1800
- Gilles de Rais (1405-1440). De haut lignage, ancien compagnon de Jeanne d'Arc, maréchal de France, accusé d'avoir avec l'aide de ses serviteurs, torturé, violé et tué entre 140 et 600 enfants de 1432 à 1440. Il fut pendu à Nantes le 26 octobre 1440[1].

- Pierre Burgot et Michel Verdun. Ils tuèrent une femme et deux enfants en 1521. Ils furent exécutés[2].

- Gilles Garnier (????-1574). Ermite, dit « Le loup-garou de Dole ». Il a avoué avoir étranglé quatre enfants et mangé leur chair en 1572. Il a été exécuté en 1574[3].

- Catherine Monvoisin (1640-1680). Connue sous le nom de « La Voisin », sorcière présumée, diseuse de bonne aventure, chef de secte et empoisonneuse à gages, elle a avoué sous la torture le meurtre rituel de plus d'un millier d'enfants lors de messes noires[4].

- Madame de Brinvilliers (1630-1676). Elle empoisonne son père et ses deux frères pour hériter de leurs biens. Impliquée dans l'affaire des poisons[5].

## XIXesiècle
- Hélène Jégado (1803-1852), accusée d'avoir tué une soixantaine de personnes par empoisonnement de 1833 à 1851, guillotinée le 26 février 1852[6].

- Pierre (1773-1833) et Marie Martin (1779-1833), accusés d'avoir tué, de 1805 à 1830, 53 personnes, exécutés avec leurs domestiques[7].

- Martin Dumollard (1810-1862), entre 1855 et 1861, accusé d'agression sur une douzaine de domestiques lyonnaises, et d'avoir tué trois d'entre elles[8].

- Louis-Joseph Philippe (1831-1866), assassin de trois prostituées et du fils de l'une d'elles, en 1864-1866. Exécuté le 24 juillet 1886[9].

- Albert Pel (1849-1884). Tua cinq femmes, de 1872 à 1884. D'abord condamné à mort, peine commuée en détention à perpétuité[10].

- Joseph Vacher (1869-1898), vagabond accusé d'avoir tué au moins onze personnes de 1894 à 1897, exécuté le 31 décembre 1898[11].

## XXesiècle
- Jeanne Weber (1874-1918), surnommée « l'Ogresse de la Goutte-d'Or », aurait étranglé dix enfants qu'elle gardait, ainsi que le sien, en 1905-1908. Elle est déclarée irresponsable pénalement[12].
- Henri Désiré Landru (1869-1922), accusé d'avoir tué, en 1915-1919, ses dix amantes et le fils de l'une d'elles afin de récupérer leur argent[13]. Exécuté le 25 février 1922, en niant toujours ses crimes en dépit de preuves accablantes.
- Marcel Petiot (1897-1946), accusé d'avoir tué, en 1942-1944, au moins 27 personnes. Il leur faisait croire qu'il était un passeur vers l'Argentine avant de les tuer par empoisonnement et de prendre leurs effets personnels. Il fut guillotiné le 25 mai 1946[14].
- Albert Millet (1929-2007), après avoir tué en 1954 la tante et tutrice de son ancienne petite amie, tue sa nouvelle compagne en 1979 et un ami de sa nouvelle compagne en 2007, avant de se suicider[15].
- Tommy Recco (1934-). Il est l'auteur d'au moins sept meurtres, entre 1960 et 1980, mais est soupçonné d'en avoir commis trois autres, en 1959[16]. Condamné, en juin 1983, à la réclusion criminelle à perpétuité assortie d'une peine de sûreté de dix-huit ans.

- Saïb Hachani (1936-1966). Tua trois personnes de 1962 à 1963. Il leur faisait croire qu'il était un passeur vers l'Algérie avant de les tuer et voler leur argent. Il sera guillotiné le 22 mars 1966[17].

- Marcel Barbeault (1941-), auteur de huit meurtres et de trois tentatives de meurtre entre 1969 et 1976, condamné à la perpétuité[18].

- Patrick Tissier (1952-). Il tua trois personnes de 1971 à 1993. Condamné à la perpétuité, son cas est à l'origine de la perpétuité incompressible en France[19],[20].

- Émile Louis (1934-2013), accusé d'avoir enlevé, violé et assassiné sept jeunes filles handicapées dans l'Yonne de 1975 à 1980, condamné à la perpétuité plus de 20 ans après les faits[21],[22].

- Thierry Paulin (1963-1989) et Jean-Thierry Mathurin (1965-). Ils avouent le meurtre de vingt-et-une personnes, commis par étranglement ou étouffement, entre 1984 et 1987, tandis que la justice leur en attribue dix-huit. Thierry Paulin meurt du sida et Jean-Thierry Mathurin est condamné à la perpétuité en 1991 avant d'être libéré en 2012[23].

- Francis Heaulme (1959-), dit « le routard du crime », responsable de onze meurtres, un peu partout en France, de 1984 à 1992, dont deux qui conduisent à une erreur judiciaire. Il est condamné à la perpétuité[24],[25],[22].

- François Vérove (1962-2021), dit le « grêlé », commet quatre meurtres et plusieurs viols en Île-de-France. Sur le point d'être démasqué en 2021, il se suicide avant son arrestation[26].
- Jacques Rançon (1960-), dit "le tueur de la Gare de Perpignan", responsable d'au moins 3 meurtre et 2 viols sur des jeunes femmes autour de la gare de Perpignan ainsi qu'à Amiens entre 1986 et 1998, il fut condamné à 7 reprises, dont deux ne concernant pas ses activités meurtrières.

- Michel Fourniret (1942-2021) et Monique Ollivier, responsables de plusieurs meurtres (au moins 12 confirmés par aveux et analyse ADN, 35 selon une lettre de Michel Fourniret) et viols envers des jeunes filles en France et Belgique, de 1987 à 2001[22],[27].
- Patrice Alègre (1968-), reconnu coupable de 5 meurtres, 6 viols et une tentative de meurtre sur des jeunes femmes.
- Patrick Salameh (1957-) surnommé le "Jack l'éventreur de Marseille", reconnu coupable de 4 meurtres sur des jeunes femmes. Il continue toujours de clamer son innocence

- Yvan Keller (1960-2006) avoue avoir tué, entre 1989 et 2006, 150 vieilles dames lors de cambriolages en France, en Suisse et en Allemagne. Cependant, la justice lui en attribue 23. Il se suicide avant son procès[28].

- Guy Georges (1962-), dit « le tueur de l'Est parisien », commet sept meurtres de femmes et plusieurs viols en France ,de 1991 à 1997. Il est condamné à la perpétuité en 2001[22],[29].

## XXIesiècle
- Pierre Bodein (1947-) tue et viole une femme et deux filles de moins de 15 ans en 2004. Son casier judiciaire fait état de sept condamnations, dont trois en cour d'assises, notamment pour des viols avec violence : condamné à la perpétuité[30].
- Yoni Palmier (1978-) commet quatre meurtres, de novembre 2011 à avril 2012, dans un périmètre de cinq kilomètres dans le département de l'Essonne : condamné à la perpétuité[31].
- Zaki Ali Toumbou et Dailami Attoumani : trois meurtres et un viol en l'espace de 10 jours en mars 2017 à Montluçon. Le premier est condamné à une peine de réclusion à perpétuité et le second à une peine de 30 ans de réclusion criminelle par la Cour d'assises des mineurs de l'Allier en 2019. Les peines sont confirmées en appel en 2020.
- Nordahl Lelandais (1983-) condamné pour 2 meurtres ( Affaire Arthur Noyer et Affaire Maëlys) en mai 2021 et février 2022. Il est soupçonné d'autres meurtres. Il est condamné à la perpétuité. Il ne respecte pour l'instant pas les critères des 3 meurtres.